# Vaulx-Milieu
Vaulx-Milieu település Franciaországban, Isère megyében. Lakosainak száma 2495 fő (2022. január 1.). Vaulx-Milieu Four, Frontonas, L’Isle-d’Abeau és Villefontaine községekkel határos.

## Népesség
A település népessége az elmúlt években az alábbi módon változott:
| Lakosok száma | 641  | 1534 | 2153 | 2069 | 2393 | 2472 | 2553 | 2537 | 2528 | 2495 |
|               | 1968 | 1982 | 1990 | 2006 | 2013 | 2015 | 2017 | 2019 | 2020 | 2022 |